# Anthrenus afer
Anthrenus afer is een keversoort uit de familie spektorren (Dermestidae). De wetenschappelijke naam van de soort werd in 1886 gepubliceerd door Louis Albert Péringuey.